# Scolopendra gigantea
La escolopendra gigante (Scolopendra gigantea), también conocida como Conchú, es una especie de miriápodo que se encuentra en las tierras bajas de Venezuela, Colombia, y en el extremo sur del Caribe, como en la Trinidad por ejemplo.

## Descripción
Es la especie de mayor tamaño del género Scolopendra. En promedio mide 26 cm de longitud, pero puede sobrepasar los 30 cm.
El cuerpo se compone de 21 a 23 segmentos de color rojo cobrizo a castaño, cada uno con un par de patas amarillas, adaptadas para caminar velozmente. Los ejemplares juveniles son de color rojo muy oscuro o negro, muy delgados, con una cabeza esférica grande y roja. Mudan varias veces hasta llegar a la edad adulta. 
Presenta tenazas, que son patas modificadas llamadas forcípulas que se curvan bajo su cabeza y puede inocular veneno en su presa. El veneno contiene acetilcolina, histamina y serotonina (mediadores del dolor), proteasas y un factor cardiodepresor. La hembra custodia y cuida los nidos con los huevos.
Es un animal carnívoro, se alimenta generalmente de grandes invertebrados como cucarachas, grillos, saltamontes, escarabajos, gusanos, babosas, caracoles, arañas, escorpiones y raras veces de pequeños vertebrados como lagartijas y ratones.

## Relación con los humanos

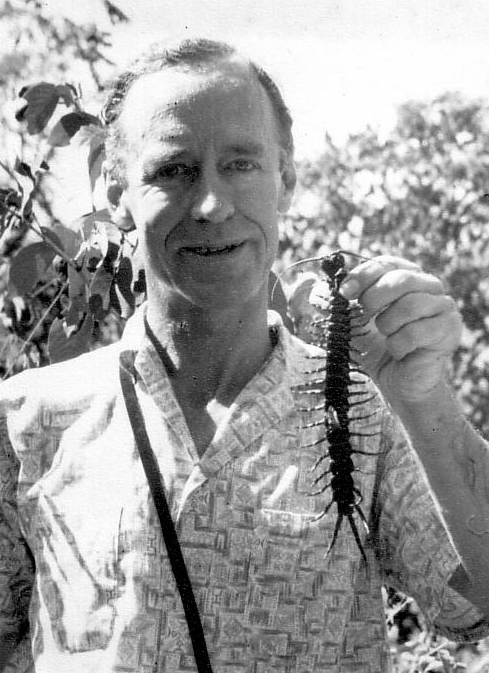
Scolopendra gigantea.

Su veneno es potente y es tóxico para los humanos causando una inflamación severa, escalofríos, fiebre y debilidad. Sin embargo, a pesar de ser dolorosas, sus mordeduras rara vez son fatales para los seres humanos. En Venezuela se ha documentado la muerte de un niño por su mordedura.
S. gigantea es mantenido como mascota entre los entusiastas de los artrópodos, pero requiere manipularse siempre con equipo de protección, ya que incluso un rastro del veneno al entrar en contacto con la piel puede causar una reacción.